# Camporosso
Camporosso (en ligur Camporosso) és un comune italià, situat a la regió de la Ligúria i a la província d'Imperia. El 2011 tenia 5.427 habitants.

## Geografia
Situada a la conurbació de Ventimiglia, és la vuitena comune de la província per nombre d'habitants. Amb sols 300 metres de línia de costa, està situat a la Riviera del Ponent, entre Sanremo i Montecarlo, sent considerat històricament l'inici de la vall Nervia. Té una superfície de 17,94 km² i les frazioni de Balloi, Brunetti, Ciaixe i Trinità. Limita amb les comunes de Dolceacqua, San Biagio della Cima, Vallecrosia i Ventimiglia.